# Ćatići (Banovići)
Pour les articles homonymes, voir Ćatići.
Ćatići (en cyrillique : Ћатићи) est un village de Bosnie-Herzégovine. Il est situé dans la municipalité de Banovići, dans le canton de Tuzla et dans la fédération de Bosnie-et-Herzégovine. Selon les premiers résultats du recensement bosnien de 2013, il compte 278 habitants. 

## Démographie

### Évolution historique de la population
| 1948 | 1953 | 1961 | 1971 | 1981 | 1991 | 2013 |
| ---- | ---- | ---- | ---- | ---- | ---- | ---- |
| -    | -    | 170  | 332  | 375  | 334  | 278  |

|  |